# Barum, Lüneburg
Barum là một đô thị của huyện Lüneburg, bang Niedersachsen, Đức. Đô thị này có diện tích 9,8 km². Barum có dân số 1844 người (cuối năm 2007).